# Kaos (pel·lícula)
Kaos és una pel·lícula italiana dels germans Paolo i Vittorio Taviani, estrenada l'any 1984. La pel·lícula és l'adaptació de cinc novelle (contes) dels reculls Contes per a un any de Luigi Pirandello. Ha estat doblada al català.

## Títol
El títol Kaos, evoca el lloc de naixement de Pirandello, una zona anomenada, en sicilià, Càvusu (caos), a la perifèria de Girgenti, la ciutat que posteriorment (el 1927) fou reanomenada Agrigent.

## Argument
La pel·lícula es desenvolupa en quatre temps, un dels quals és un epíleg; el fil conductor és un corb negre planejant sobre la Sicília de Pirandello, amb una campaneta enganxada al coll, i que fa la connexió entre cada temps.
1) L'altre fill (L'altro figlio) explica l'odi que una mare - interpretada per Margarita Lozano - té a un dels seus fils, la inquietant aparença física del qual sembla la viva reencarnació de l'home que la va violar.
2) El Mal de lluna (Mal di luna) mostra l'amor, l'angoixa i el desig d'una jove casada, Sidora, enfrontada al mal desconegut del seu marit Batà. Aquest últim, les nits de plena lluna, de sobte es mou amb una violència incontrolable...
3) Rèquiem (Requiem) descriu la lluita de pagesos contra els administradors burgesos de la ciutat veïna, Ragusa, amb la finalitat de poder enterrar el seu patriarca en les elevades terres de Margari, i no en el cementiri de la llunyana aglomeració.
4) Epíleg: col·loqui amb la mare (Epilogo: colloquio con la madre), Pirandello parla amb el fantasma de la seva mare d'una història que ha volgut escriure, cosa que no ha pogut fer, ja que no troba les paraules. Aquest curt epíleg és el pretext per un flashback i per l'evocació de la relació fill-mare.

## Repartiment
- Margarita Lozano: Mariagrazia, la mare, en L'altre fill
- Orazio Torrisi: el fill maleït
- Carlo Cartier: el jove metge
- Claudio Bigati: Batà
- Massimo Bonetti: Saro, en Mal de lluna, i el cotxer
- Enrica Maria Modugno: Sidora
- Biagio Barone: Salvatore
- Laura Mollica: la filla
- Omero Antonutti: Pirandello, l'autor dels contes, en Col·loqui amb la mare
- Regina Bianchi: la mare de Pirandello.

## Els germans Taviani i Pirandello
- Paolo i Vittorio Taviani, en la investigació de nous camins, senten la necessitat de tornar a Sicília. Un vespre, en l'habitació del seu hotel, sobre la tauleta de nit, descobreixen els contes de Luigi Pirandello. Essencialment marcats pel Pirandello metafísic del teatre, els germans Taviani van quedar meravellats per un Pirandello més poètic i molt més pròxim al medi popular. « En fons, l'autèntica identitat de l'escriptor és aquella de l'home que ha recollit - a través de les històries que li explicava la seva dida - aquests relats profundament arrelats en Sicília », afirmen. Però, sobretot, a través d'aquests contes, transmesos originalment per tradició oral, els germans Taviani comprenen que tenen el tema de la seva propera pel·lícula. « Així ha nascut Kaos », conclouen.[4]
- Paolo Taviani conta una anècdota que els han explicat veterans especialistes en Luigi Pirandello: « Quan l'escriptor mor, deixa un testament en el qual desitjava ser incinerat i les seves cendres portades a Kaos, en la seva propietat siciliana. (...) l'any 1936, la cremació estava prohibida: Pirandello va ser enterrat a Roma. El cos fou incinerat després de la guerra i el director del museu Pirandello a Agrigent posà les cendres en una urna per transportar-les a Kaos. (...) Quan s'instal·la en l'avió, hi havia gent que jugava a cartes i li van manllevar la maleta per jugar més còmodament.Jugaven, doncs, a cartes sobre les cendres de l'escriptor. (...) Arribat a Sicília, ell (el director del museu) descobreix un altre problema: l'arbre sota el qual volia descansar Pirandello es trobava en una parcel·la que havia estat venuda a un pagès i aquest no volia tornar-la. Va ser llavors expropiada per l'ajuntament (...) Fa una desena d'anys, la televisió va fer un reportatge sobre aquesta tomba. Es va interrogar aquest pagès que va respondre: « Per mi Pirandello és un lladre, m'ha robat la meva terra. » (...) » i, Paolo Taviani va concloure: « (...) fins i tot havíem pensat acabar la pel·lícula amb aquest episodi. No es pot imaginar una cosa més pirandelliana que aquesta història. »[4]

## Al voltant de la pel·lícula
- Si la versió distribuïda en les sales hagués depès només de la tria dels realitzadors, s'hauria limitat al pròleg i a tres episodis, a saber  L'altro figlio, Mal di luna i finalment Colloquio con la madre. El conjunt dels episodis només estaven destinats a la televisió. Quan la pel·lícula es va presentar al Festival de Venècia, va rebre una acollida entusiasta i va caldre estrenar-la en una versió més llarga. Es va afegir La giara en l'edició italiana i Requiem en la versió francesa. Als Estats Units la pel·lícula va ser, per contra, difosa integralment.